# Saint Joseph's College
Il Saint Joseph's College (SJC) è un'università pubblica di indirizzo cattolico con sede a Edmonton, nell'Alberta, Canada.
L'istituto fu fondato nel 1926 su invito del presidente della University of Alberta alla comunità cattolica a istituire un college per gli studi religiosi nel campus universitario. Henry Joseph O'Leary, arcivescovo di Edmonton, affidò inizialmente il college ai lasalliani e nel 1963 l'amministrazione passò ai preti di San Basilio.